# Chanel No. 5
Chanel No. 5 var den første parfume lanceret af den franske couturier Gabrielle “Coco” Chanel i 1921. Duftsammensætningen blev skabt af den fransk-russiske kemiker og parfumør Ernest Beaux. Flakonens design har været en vigtig del af parfumens branding. Coco Chanel var parfumens første “ansigt” og fremtrådte i en reklame i Harper's Bazaar i 1937.

## Inspiration
Parfumer båret af kvinder faldt traditionelt ind under to basale kategorier. Såkaldt respektable kvinder yndede parfumer med essens fra en enkelt prydblomst, mens seksuelt indolske parfumer med en tung, dyrisk moskus eller jasmin blev forbundet med kvindelige prostituerede eller kurtisaner. Chanel ønskede en duft, der kunne appellere til garçonnes og hylde den frigjorte, kvindelige ånd i 1920'erne.

## Navnet
Fra tolvårsalderen blev Chanel overdraget til nonner og boede på et strengt kloster-børnehjem grundlagt af Cistercienserordenen i det 12. århundrede i Aubazine i Nouvelle-Aquitaine-regionen i Frankrig. Fra sine tidligste dage på klostret, havde tallet fem potente associationer for hende. Chanel anså tallet fem for at være den rene legemliggørelse af en ting, dets ånd og dets mystiske betydning. De stier, der ledte Chanel til katedralen til hendes daglige bønner, var anlagt i cirkulære mønstre der gentog tallet 5.
På den måde blev hendes interesse for tallet fem indblandet i klostrets have, og i forlængelse heraf også de frodige dale med masser af Cistus.

Da Chanel blev præsenteret med små glasflakoner med duftprøver med tallene 1-5 og 20-24, som hun skulle udvælge, valgte hun den femte flakon. Hun fortalte sin parfumør, Ernest Beaux, som hun havde hyret til at udvikle den nye parfume: 
"Jeg præsenterer mine kollektioner på den femte maj, den femte måned i året, og derfor vil vi lade test nummer fem beholde det navn, den allerede har, det vil bringe held og lykke". 

## Flakonens design
Chanel forstillede sig et design til flakonen der skulle være et modstykke til de overdetaljerede krystalflakoner til parfume, som var på mode dengang, af Lalique og Baccarat. Hendes flakon skulle være "helt transparent ... en usynlig flakon". Det er bredt antaget, at flakonens design var inspireret af de rektangulære linjer på de Charvet-toiletflasker, som hendes elsker, Arthur "Boy" Capel, yndede. Andre mener, at flakonens form var inspireret af den whiskykaraffel, som han brugte, og som hun ville reproducere i "ekskvisit, eksklusivt, delikat glas".
Den første flakon produceret i 1922 er forskellig fra den flakon, som kendes i dag. Den oprindelige beholder havde mindre, delikate og rundere skuldre og blev udelukkende solgt i Chanel-butikker til et udvalgt klientel. I 1924, da "Parfums Chanel" blev grundlagt, viste det sig, at glasset var for tyndt til at kunne holde til transport og distribution. Flakonerne blev modificeret med mere firkantede, facetterede hjørner - den eneste signifikante forandring på flakonens form. Stopperen har dog gennemgået flere forandringer siden 1924. Den oprindelige stopper var en glasprop. Den ottekantede stopper, som blev en signatur for mærket, blev lavet i 1924, da flakonens form også blev ændret. I 1950'erne fik en ottekantede stopper en større, tykkere silhuet. I 1970'erne blev stopperen endnu større og mere prominent, men i 1986 blev den genproportioneret og mere harmonisk med flakonens størrelse. En "lommeflakon" blev introduceret i 1934, og var designet til at passe i en håndtaske. Prisen og størrelsen blev reduceret, så parfumen kunne appellere til et bredere publikum.
Flakonens form har over årtierne i sig selv blevet en kulturelt fænomen i sådan en grad, at Andy Warhol inkluderede dens ikoniske status i hans midt-80'er pop art, Ads: Chanel. En limited-edition, mørkerød krystalflaske i tre udgaver af Chanel No. 5 (Eau de Parfum, Parfum, and L'Eau) blev produceret til julesalget i 2018.

## Ejerskab og kontrol med Parfums Chanel
I 1924 lavede Chanel en aftale med Wertheimer-brødrene, Pierre og Paul, direktører fra parfumehuset Bourjois, om at oprette en ny virksomhed, Parfums Chanel. Wertheimer-brødrene indvilgede i at stå for produktion, marketing og distribution af Chanel No. 5. Wertheimerne fik 70% af virksomhedens aktier og Théophile Bader, grundlægger af stormagasinet Galeries Lafayette, modtog 20%. Bader havde ved Longchamps-hesteløbet i 1922 introduceret Chanel til Wertheimer-brødrene, hvilket blev afgørende for grundlæggelsen af Parfums Chanel. For de resterende 10% af virksomhedens aktier, licenserede Chanel sit navn til virksomheden og fjernede sig fra involvering i alle af virksomhedens operationer.
Senere blev Chanel dog utilfreds med aftalen, og hun arbejdede mere end tyve år på at få fuld kontrol over Parfums Chanel. Hun har sagt, at Pierre Wertheimer var "banditten, der snød mig".
Da 2. Verdenskrig brød ud, og Frankrig faldt til Tyskland, begyndte nazisterne at beslaglægge al jødiskejet ejendom og alle jødiske virksomheder. Dette gav Chanel muligheden for at få kontrol over Parfums Chanel, og dets mest profitable produkt, Chanel No. 5, idet Wertheimer-brødrene var jødiske. Chanel brugte sin position som "arisk" til at overtale de nazistiske embedsfolk i Frankrig til at anerkende hendes ret til fuld ejerskab over virksomheden.

Den 5. maj 1941 skrev Chanel til regeringsadministratoren, der havde ansvaret for at dispositionere jødiske finansielle aktiver. Hendes grundlag for fuldt ejerskab var baseret på, at Parfums Chanel "stadig er jødisk ejendom" og var lovligt blevet "efterladt" af dets ejere. Hun skrev:
Jeg har en uomtvistelig ret til virksomheden ... de profitter, som jeg har modtaget for mine kreationer siden virksomhedens grundlæggelse ... er disproportionale ... [og] I kan hjælpe med til dels at rette op på de uretfærdigheder, som jeg har lidt under de sidste sytten år.
Chanel var imidlertid ikke klar over, at Wertheimer-brødrene, der havde forudset nazisternes konfiskeringer, havde overdraget virksomheden i maj 1940 til Felix Amiot, en kristen, fransk forretningsmand og industrialist. Ved slutningen af 2. Verdenskrig overdrog Amiot Perfums Chanel til Wertheimer-brødrene igen.
Efter krigen blev Coco Chanel anklaget for at samarbejde med besættelsesmagten. Hun havde lukket modehuset under krigen, hvorefter 4.000 arbejdere mistede en fast indtægt. Det mistænktes at være gengæld for at de havde strejket i 1936, desuden skal hun have udvist antisemitiske synspunkter.

### Chanel manøvrerer
I midten af 1940'erne lå salget af Chanel No. 5 på ni millioner dollars årligt. De økonomiske gevinster var store, og Chanel var fast bestemt på at fravriste kontrollen med Parfums Chanel fra Wertheimer-brødrene. Chanels plan blev at ødelægge kundernes tillid til mærket og tilsværte dets image for at forkrøble dets marketingstrategi og distribution. Hun udtalte, at Chanel No. 5 ikke længere var den oprindelige parfume lavet af "Mademoiselle Chanel", at sammensætningen af parfumen ikke længere blev lavet efter hendes standarder, og at det, der blev tilbudt offentligheden, var et laverestående produkt, som hun ikke kunne støtte. Chanel annoncerede yderligere, at hun ville gøre en autentisk Chanel No. 5-parfume, kaldet "Mademoiselle Chanel No. 5", tilgængelig for et udvalgt klientel.
Det kan være, at Chanel ikke var klar over, at Wertheimerne, som var flygtet fra Frankrig til New York i 1940, havde etableret en proces, hvor kvaliteten af Chanel No. 5 ville blive sikret. I USA havde Wertheimerne hyret H. Gregory Thomas som deres europæiske udsending for Parfums Chanel. Thomas' mission var at etablere de mekanismer, som var nødvendige for at opretholde kvalitet af Chanel-produkterne, i særdeleshed for deres mest profitable produkt, Chanel No. 5. Thomas arbejdede på at sikre forsyningskæderne af komponenter som olier af jasmin og nathyacint, som udelukkende kunne skaffes fra enge i Siagne-dalen i den franske by Grasse. Forsyningerne blev uforstyrret af krigen. Thomas blev senere forfremmet til præsident af Chanel US, en position han holdt i 32 år.

Chanel eskalerede sin plan ved at starte et søgsmål mod Parfums Chanel og Wertheimerne. Den juridiske kamp fik bred interesse, og The New York Times skrev den 3. juni 1946:
Søgsmålet kræver at det franske moderselskab [Les Parfums Chanel] skal stoppe med at producere og sælge alle produkter med dette navn og genetablere hendes ejerskab og fulde rettigheder over produktet, duftformlerne og produktionsfaciliteterne [på baggrund af] "ringere kvalitet".
Wertheimerne var opmærksomme på Chanels samarbejde med nazisterne under deres besættelse af Frankrig. Magasinet Forbes opsummerede Wertheimernes dilemma: "[Pierre Wertheimer er bekymret for] at en juridisk kamp vil belyse Chanels aktiviteter under krigen og ødelægge hendes image — og hans virksomhed".
Til sidst lavede Wertheimerne og Chanel en aftale, der genforhandlede den oprindelige kontrakt fra 1924. Den 17. maj 1947 modtog Chanel en andel af profitten fra Chanel No. 5 under krigstiden. Efter krigens afslutning modtog hun 2% af al salg af Chanel No. 5 på verdensplan. Hendes indtjening lå omkring 25 millioner amerikanske dollars om året, hvilket gjorde hende til en af verdens rigeste kvinder på hendes tid. Den nye aftale gav også Chanel friheden til at udvikle nye parfumer, som var uafhængige af Parfums Chanel, med den klausul, at ingen nye dufte må bruge tallet 5 i dets navn. Hun brugte aldrig muligheden.

## Reklame og marketing

### 1920'erne og 1930'erne
Chanels oprindelige marketingstrategi var at generere en summen om hendes nye parfume gennem et event, hvor hun inviterede hendes venner fra eliten til en middag på en elegant restaurant i Grasse, hvor hun overraskede og morede sine gæster ved at sprøjte Chanel No. 5 på dem. Dog var tid og sted for den officielle lancering af Chanel No. 5 var i hendes butik på rue Cambon, Paris, på den femte dag i årets femte måned: 5. maj 1921. Chanel fordelte duften i hele butikken og et udvalg af hendes elitære venner fik en flaske parfume. Parfumens succes var øjeblikket. Chanels ven, Misia Sert, har sagt: "Det var som at vinde i lotteriet".
Selskabet, der skulle producere, distribuere og reklamere for Chanel No. 5, Parfums Chanel, blev etableret i 1924. Chanel ønskede at salget af parfumen skulle videre fra hendes egen butik til hele verden. Det første nye marked for parfumen var New York City, og den oprindelige markering var diskret og bevist begrænset. Den første reklame kom i The New York Times den 16. december 1924. Det var en lille reklame for Parfums Chanel der annoncerede, at Chanel-parfumerne var til salg i den mere high-end butik Bonwit Teller. I reklamen var det ikke muligt at skelne mellem alle flakonerne, som præsentere alle Chanel-parfumerne, der var tilgængelige på det tidspunkt: No. 9, 11 og 22 samt linjens midtpunkt, Chanel No. 5. Omfanget af reklame for parfumen var begrænset i 1920'erne, og reklamerne kom med mellemrum. I USA blev salget af Chanel No. 5 promoveret ved parfumeskranker i high-end stormagasiner, mens Galeries Lafayette var den første forhandler af parfumen i Paris. I Frankrig blev Chanel No. 5 ikke reklameret indtil 1940'erne.
Den første selvstående reklame for Chanel No. 5 blev udgivet i The New York Times den 10. juni 1934.

### 1940'erne
I begyndelsen af 1940'erne, mens andre parfumeproducenter forøgede deres reklamebudgetter, gik Parfums Chanel den modsatte retning og mindskede reklamen. I 1939 og 1940 var Chanel-reklamer prominente, men i 1941 var der nærmest ingen Chanel-reklamer på tryk. Salget af parfume voksede under 2. Verdenskrig, og mellem 1940 til 1945 steg salget af parfumen tifoldig; Chanel No. 5 solgte godt, selv uden reklamer.
Under krigsårene besluttede direktørerne for Parfums Chanel at udvide salget til middelklassekunder, som var startet i 1934, ved at introducere en "lommeflakon". Planen var også at sælge parfumen på militære postkontorer. Det var en risikabel beslutning, idet det kunne skade mærkets dragende tiltrækning. Planen lykkedes imidlertid, og det blev populært for udstationerede soldater at sende en flaske parfume hjem til kærester og koner i hjemlandet.
Ved slutningen at 2. Verdenskrig truede Chanels samarbejde med besættelsesmagten med at få hende arresteret og fængslet. I et forsøg på at mindske det dårlige omdømme, satte Chanel et skilt i vinduet på hendes butik på rue Cambon, hvor hun annoncerede gratis flasker af Chanel No. 5 til amerikanske soldater. Soldaterne ventede i lange køer for at tage en flaske parisisk luxe med sig hjem, og de "ville have været rasende, hvis det franske politi så meget som rørte et hår på hendes hoved".

### 1950'erne
I april 1952 er Marilyn Monroe for første gang på forsiden af livstilsmagasinet Life, og i artiklen nævner Monroe Chanel No. 5 som svar på spørgsmålet: "What do you wear to bed?". I et photoshoot til en artikel af Sidney Skolsky for Modern Screen i 1953, kan man se en flaske Chanel No. 5 på Monroes natbord.

### 1960'erne
Glittede magasiner som Vogue og Harper's Bazaar promoverede i 1960'erne Chanel No. 5 som et nødvendigt tilbehør, og trykte reklamer for Chanel No. 5 var konservative i både billeder og tekst og undgik energien og den skæve æstetik i samtidens ungdomskultur. To linjer blev brugt med mellemrum: "Every woman alive wants Chanel No. 5" og "Every woman alive loves Chanel No. 5".

### 1970'erne og 1980'erne
1970'erne var markeret af Chanels død den 10. januar 1971, og brandet havde behov for en genoplivning. For første gang risikerede mærket at blive set som "masseproduceret" og passé. Parfumen blev fjernet fra apoteker og lignende forretninger. Samtidig droppede man udefrakommende reklamebureauer. Rebrandingen blev udført af Jacques Helleu, den kreative direktør for Parfums Chanel. Helleu valgte den franske skuespillerinde Catherine Deneuve som nyt "ansigt" for Chanel. Trykte reklamer viste flakonens ikoniske form, og tv-reklamer var nye minifilm med produktioner tæt på surreal fantasi og forførelse, som blev instrueret af Ridley Scott.

### 1990'erne
Flere penge blev angiveligt brugt på at reklamere for Chanel No. 5 end nogen anden parfume i 1990'erne. Carole Bouquet var ansigt for Chanel No. 5 i dette årti.

### Siden 2000
I 2003 blev Nicole Kidman hyret til at repræsentere parfumen. Filminstruktøren Baz Luhrmann blev hentet ind for at instruere en ny reklamekampagne med Kidman, og han beskrev sit koncept med titlen No. 5 the Film som "en to-minutters trailer ... til en film, der faktisk aldrig er blevet lavet, ikke om Chanel No. 5, men hvor Chanel No. 5 er hjørnestenen". Den endelige reklame, produceret i en version på to minutter og 30 sekunder, kostede 18 millioner pund, hvor Kidman modtog 3,7 millioner dollars for sit arbejde.
I 2011 blev det estimeret, at der blev brugt mellem 20-25 millioner amerikanske dollars årligt til marketing og reklame af Chanel No. 5.
I maj 2012 annoncerede virksomheden at Brad Pitt skulle være den første mand til at reklamere for Chanel No. 5.

I 2013 kørte Chanel en kampagne med et optaget interview med Marilyn Monroe, hvor hun bliver spurgt ind til hendes brug af Chanel No. 5. Kampagnen brugte Ed Feringershs billeder af Monroe der påfører sig duften med en flakon. I den første forsideartikel i LIFE i 1952 omtaler Monroe sin brug af Chanel No. 5. Optagelsen er et interview med Georges Belmont for magasinet Marie Claire fra 1960, hvor hun siger, at folk stiller spørgsmål:
"They ask me: 'What do you wear to bed? A pajama top? The bottoms of the pajamas? A nightgown?' So I said, 'Chanel No. 5', because it's the truth! And yet, I don't want to say nude. But it's the truth!"
Den 17. februar 2020 blev det annonceret, at den franske skuespillerinde Marion Cotillard blev parfumens nye ansigt.
I dag er Chanel No. 5 i Top-Ti iblandt verdens mest solgte luksusparfumer. Det hævdes at der sælges en flakon hvert 30. sekund verden over.

## Duften
Coco Chanel havde villet udvikle en særpræget moderne duft i noget tid før begyndelsen af 1920'erne. På dette tidspunkt var Chanels elsker storfyrste Dmitrij Pavlovitj af Rusland, Rasputins morder. Han introducerede hende til Ernest Beaux på den franske riviera. Beau var mesterparfumør fra A. Rallet and Company, hvor han havde været ansat siden 1898. Virksomheden var den officielle parfumør for den russiske kongelige familie, det kejserlige palads i Sankt Petersborg var berømt for at være parfumeret.
I 1912 udviklede Beaux en cologne til herrer, Le Bouquet de Napoleon, for at mindes hundredeåret for Slaget ved Borodino (et afgørende slag under Napoleonskrigene). Det var så stor en succes, at det inspirerede Beaux til at lave et kvindeligt modstykke hvis udgangspunkt var den kemiske sammensætning af aldehydiske blomster i den yderst populære Houbigant-parfume, Quelques Fluers, fra 1921.
Hans eksperimenter med aldehyderne i Quelques Fleur resulterede i en duft, som han kaldte "Le Bouquet de Catherine". Hans intention var at bruge duften for at fejre 300-året for Romanov-dynastiet. Kommercielt var parfumen dog ikke timet særlig godt. 1. Verdenskrig var rundt om hjørnet, og zarinaen, som lagde navn til parfumen, var tyskfødt. Timingen og de ugunstige associationer, kombineret med parfumens høje pris, gjorde den ikke kommercielt favorabel. Et forsøg på at omdøbe duften til Rallet N°1 var ikke succesfuldt og udbruddet af 1. Verdenskrig i 1914 var dødsstødet til duften.
Beaux, som havde sluttet sig til de allierede tropper og den Hvide Hær, var udstationeret som løjtnant på den nordligste base på kontinentet i Arkangelsk, på øfængslet Mudyug, hvor han afhørte bolsjevik-indsatte. Basen lå tæt på Arktis, og polarisen, havlandskabet og det hvide, sneklædte landskab genantændte hans lyst, og han ønskede at fange landskabets sprøde duft i en ny parfume.
Beaux raffinerede det, der blev til Chanel No. 5 over flere måneder i sensommeren og efteråret 1920. Han arbejdede ud fra Rallet N°1's base af roser og jasmin, men justerede duftene så de blev renere, mere vovede, lig med den friskhed fra polarområdet, som han havde oplevet i sine krigsår. Han eksperimenterede med moderne syntetiske stoffer, og tilføjede sin egen opfindelse "Rose E.B." og noter fra en ny jasminkilde, en kommerciel ingrediens kaldet Jasophore. Den fornyede, komplekse blanding forøgede også mængden af iris-rødder og naturlig moskus.
Nøglen til den nye duft var Beaux' brug af aldehyder. De blev manipuleret i laboratorier i vigtige dele af den kemiske reaktion, hvor processen fastholder og isolerer duften. Når aldehyderne bruges "kreativt", kan de fungere som "krydderi" eller forstærkere af aroma. Beaux' praktikant, Constantin Weriguine, sagde, at aldehyderne som Beaux brugte, havde en ren, arktisk duft, "en tilføjelse af smeltende vinter". Beaux frembragte ti prøveflasker til Coco Chanel. Flaskerne blev nummereret fra 1-5 og 20-24, hver flaske med en variation af duftene. "Nummer 5. Ja", har Chanel senere sagt, "den er, hvad jeg har ventet på. En parfume som ingen anden. En kvindes parfume med duften af en kvinde."
Ifølge Chanel har opskriften og komponenterne brugt til at producere Chanel No. 5 kun ændret sig lidt siden dens kreation. Kun den nødvendige udeladelse af naturlige sibet-duftstoffer og visse nitro-moskus.
Kritik
Det er blevet hævdet at Chanel No. 5 blev udviklet igennem en overdosis på omkring 0,6 % af 1:1:1 akkorder af aldehyd C-10 (decanal), C-11 (undecanal) og C-12 (dodecanal). Eftersom forholdet indholdet imellem imidlertid er 'perfekt' balanceret, anses produktet for at have været udviklet igennem en længere systematisk proces.

## Kendte ambassadører
- Coco Chanel (1937)[1]
- Suzy Parker (1957)[19]
- Ali MacGraw (1966)[20]
- Jean Shrimpton (1971)[21]
- Catherine Deneuve (1969-1979)[22][23]
- Carole Bouquet (1986-1997)[24][25]
- Estella Warren (1998-2000)[26][27]
- Nicole Kidman (2004-2005)[28][29]
- Audrey Tautou (2009)[30]
- Brad Pitt (2012)[15]
- Marilyn Monroe (2013)[31]
- Gisele Bundchen (2014)[32]
- Lily-Rose Depp (2016-2019)[33][34]
- Marion Cotillard (2020-nuværende)[16]

## Eksterne referencer
- Chanel No. 5's webside: Chanel.com: "Beauty fragrance no. 5".